# Utricularia naviculata
Utricularia naviculata är en tätörtsväxtart som beskrevs av Peter Geoffrey Taylor. Utricularia naviculata ingår i släktet bläddror, och familjen tätörtsväxter. Inga underarter finns listade i Catalogue of Life.